# پاسپاردو
پاسپاردو (به ایتالیایی: Paspardo) یک کومونه در ایتالیا است که در استان برشا واقع شده‌است.

## خصوصیات
پاسپاردو ۱۰ کیلومترمربع مساحت و ۶۵۰ نفر جمعیت دارد و ۹۷۸ متر بالاتر از سطح دریا واقع شده‌است.